# بنجامين سيساي
بنجامين سيساي (بالإنجليزية: Benjamin Sesay)‏ (18 أبريل 1981 بفريتاون في سيراليون - ) هو لاعب كرة قدم سيراليوني في مركز الهجوم. شارك مع منتخب سيراليون لكرة القدم. أما مع النوادي، فقد لعب مع أوليمبياكوس فولو ونادي بيرخيم وفيربرودرينغ دندر إندرخت هكلغام ‏ و وHoogstraten VV ‏.

## وصلات خارجية
- بنجامين سيساي على موقع قاعدة بيانات كرة القدم.إي يو (الإنجليزية)
- بنجامين سيساي على موقع ناشيونال فوتبول تيمز (الإنجليزية)